# Altväterbrücke

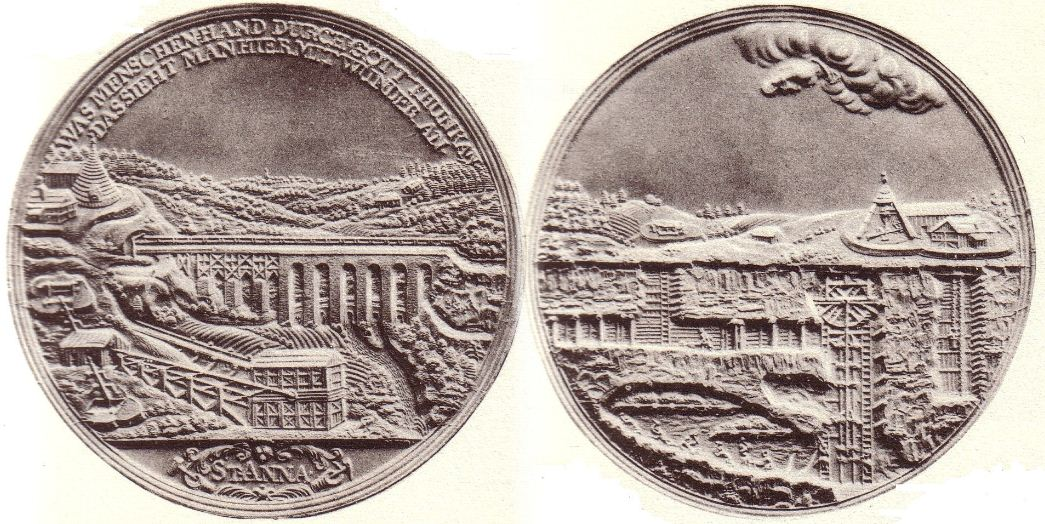
Medaille 1690, geprägt in der Dresdner Münze. Auf Vorderseite die Altväter-Wasserleitung (Aquädukt), auf der Rückseite die Grube St. Anna.

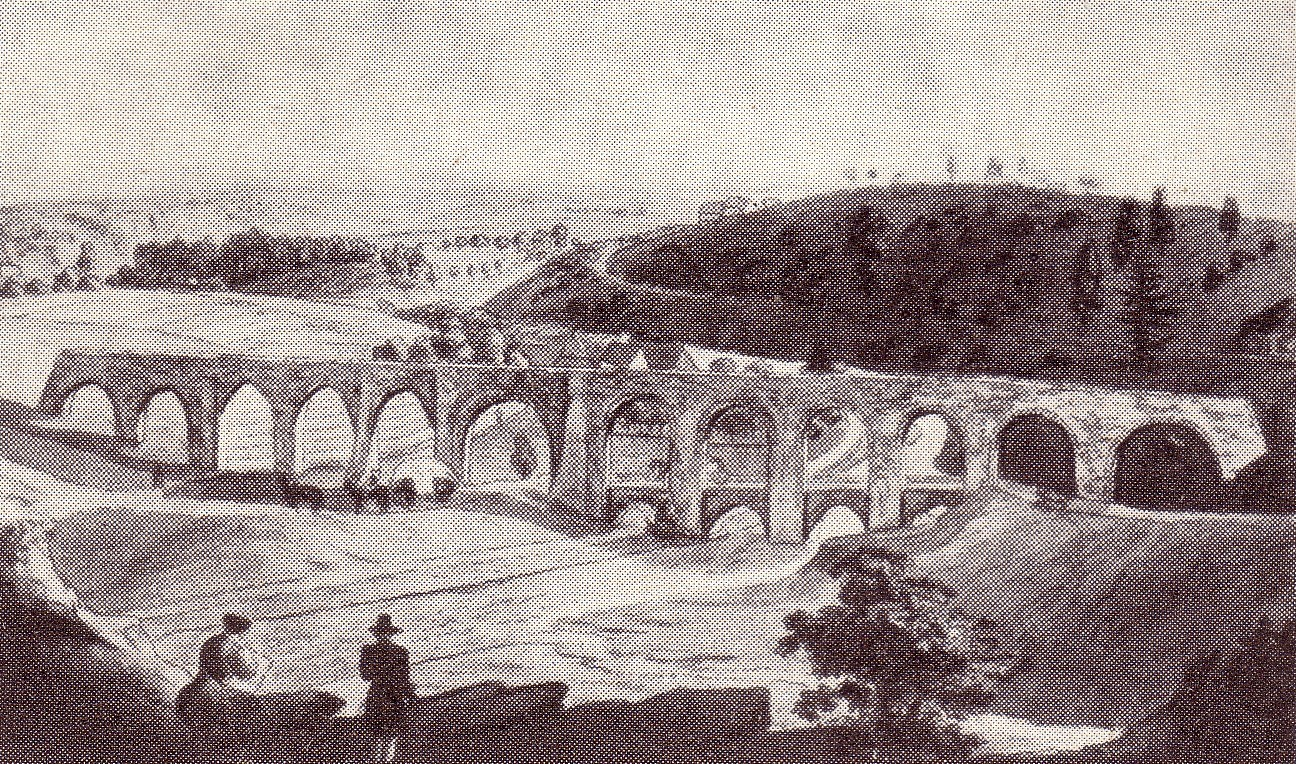
Altväterbrücke bei Freiberg, Kupferstich erste Hälfte 19. Jahrhundert

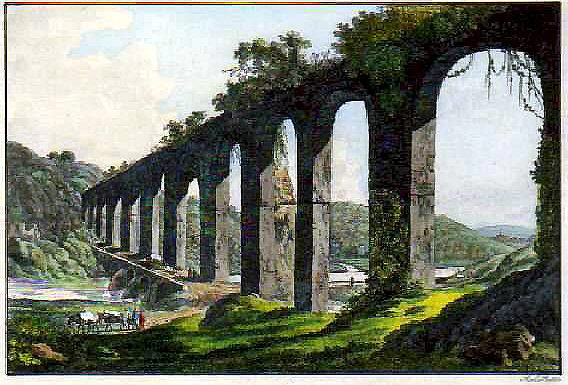
Die Altväter-Wasserleitung im 19. Jahrhundert, Ludwig Richter

Die Altväterbrücke war ein Aquädukt und die bedeutendste wasserwirtschaftliche Anlage des Halsbrücker Bergbaues. Sie wurde zwischen 1686 und 1715 unter der Leitung des sächsischen Oberberghauptmannes Abraham von Schönberg errichtet. Im Jahre 1893 wurde sie wegen Baufälligkeit abgerissen.

## Funktion

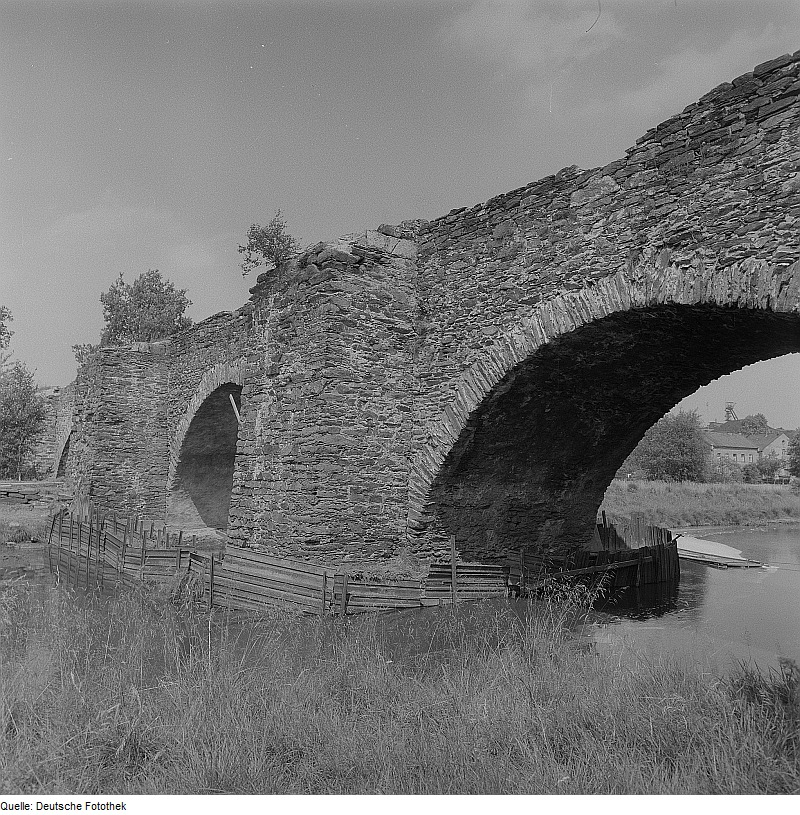
Altväterbrücke etwa 1964

Da rechtsmuldig kein Aufschlagwasser zur Verfügung stand, wurde das Wasser des Münzbaches im Altväter-Kunstgraben mit der Altväterbrücke zu der bedeutenden Grube „St. Anna samt Altväter“ geleitet. Dabei überquerte diese in 14 Meter Höhe über dem Wasserspiegel die Mulde. An der Grube St. Anna samt Altväter wurde das Wasser über eine Aufschlagrösche dem Kunstrad der Grube zugeführt und dann durch den Annastolln in das Muldental geleitet.

### Kunstgraben
Der Altväter-Kunstgraben beginnt ca. 1,5 Kilometer oberhalb der Mündung des Münzbaches in die Mulde bei einer Höhe von etwa 330 m ü. NN. Er ist, einschließlich der Altväterbrücke, bis zur Grube etwa 3 Kilometer lang und kommt dort auf einem Niveau von etwa 325 m ü. NN ein. Dies entspricht rechnerisch einem Gefälle von 1,7 ‰.

### Anna-Stolln
Der Anna-Stolln wurde vermutlich 1470 als Rothenfurther Stolln begonnen, lag aber später eine unbekannte Zeit brach. Ab 1550 setzte der Freiberger Bergmeister Simon Bogner die Arbeiten auf dem nunmehr Bogners tiefer Stolln zu Rothenfurth genannten Stolln fort. Von seinem Mundloch bei Rothenfurth an der Mulde wurde der Stolln insgesamt etwa fünf Kilometer auf dem Halsbrücker Spat, dem Hauptgang des Halsbrücker Bergbaus, bis zu der 1670 verliehenen Grube St. Anna vorgetrieben. Das Mundloch liegt auf etwa 284 m ü. NN, das Gefälle ist zwar nicht bekannt, dürfte aber ausreichend sicher mit 2 ‰ angenommen werden können. Damit beträgt die Fallhöhe des Aufschlagwassers zwischen Aufschlagrösche und Stollnsohle ca. 30 Meter.
Der Anna-Stolln brachte etwa 50 Meter Teufe ein, die Grubenbaue reichten bis zu 260 Meter in die Tiefe.

### Kunstrad und Kunstgezeug
Das untertägige Kunstrad trieb das Kunstgezeug im St. Anna Kunstschacht an und dieses hob das Grubenwasser ca. 210 Meter bis auf die Stollnsohle, wo es zusammen mit dem genutzten Aufschlagwasser abfloss.

## Bauart

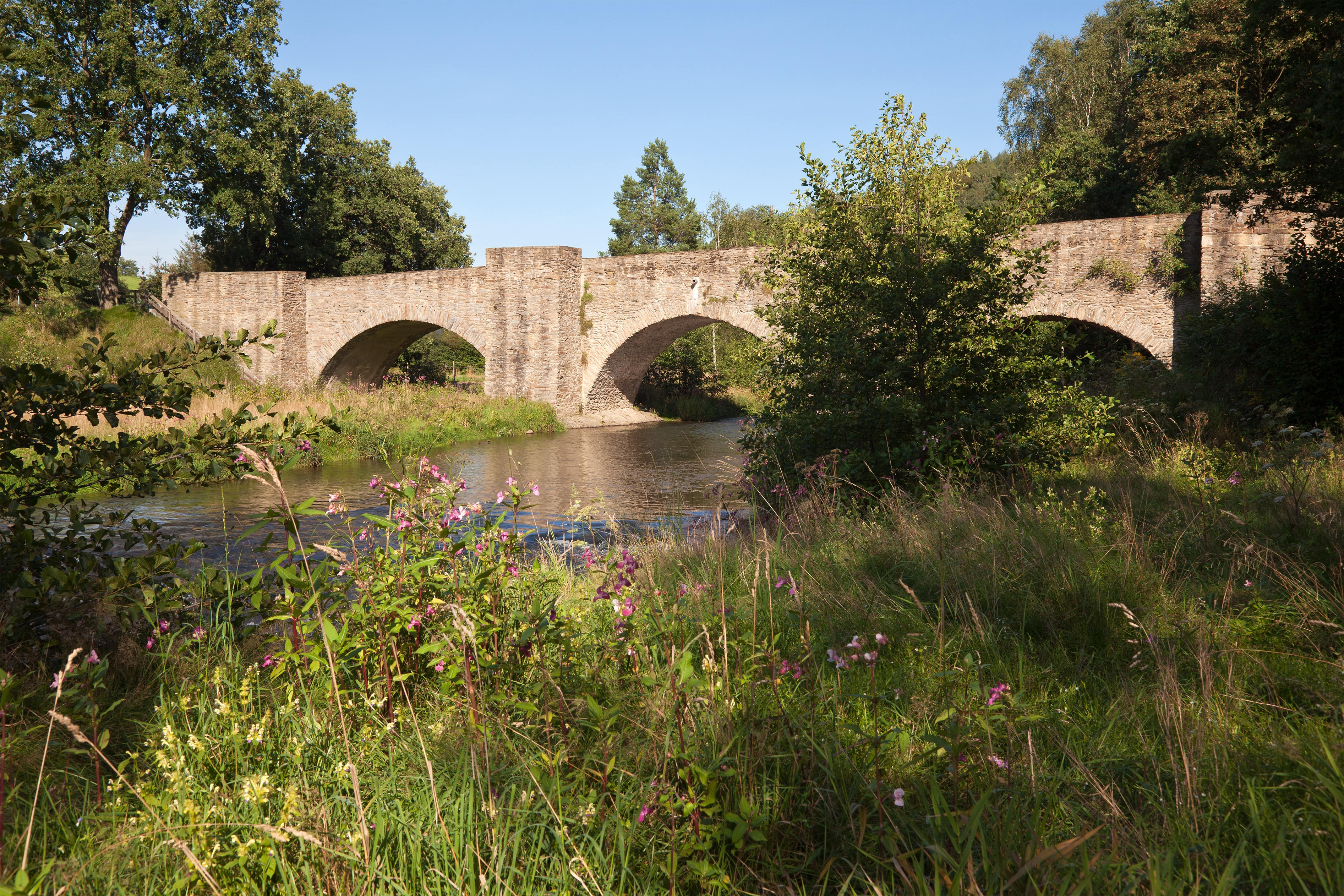
Altväterbrücke im heutigen Zustand

Die Brücke wurde zwischen Juni 1686 und 1715 neben der vorhandenen Straßenbrücke errichtet. Der 188,5 Meter lange Aquädukt bestand aus zwölf Steinbögen von 10 bis 14 Metern Spannweite, die eine Höhe von maximal 24 Meter hatten. Schon zur Bauzeit galt er als Meisterwerk der Technik, denn die Ausbeutemedaille von 1690 trägt den Spruch: „Was Menschen-Hand durch Gott thun kann, das sieht man hier mit Wunder an.“ Starke Bauschäden an der Bruchsteinmauerung zwangen schließlich 1893 dazu, den oberen Teil der Brücke abzureißen. Die Pfeiler wurden durch Pioniere des sächsischen Pionierregimentes Nr. 12 gesprengt. Heute ist der untere Teil der Altväterbrücke noch als Straßenbrücke benutzbar.

## Weiteres
Ab 1788 wurde mit einem Teilstück des Churprinzer Bergwerkskanal ein zusätzlicher Wasserlauf überbrückt. Der Kanal führte durch einen Brückenbogen auf der Ostseite der Mulde, wurde mit deren Wasser gespeist und diente dem Transport von Erz auf Kähnen zur Hütte Halsbrücke.